# Moate
Moate (iriska: An Móta) är ett samhälle i grevskapet Westmeath i Republiken Irland. Orten ligger nära Bellairmyren och Athlone, längs med N6-vägen mellan Dublin och Galway.